# 角信雄
角 信雄（すみ のぶお、1901年2月19日 - 1989年7月17日）は、日本のドイツ文学者。
京都府生まれ。松山高等学校卒、1926年東京帝国大学文学部独文科卒。横浜市立大学教授を務め、1964年定年退官、名誉教授。

## 編著書
- 『新讀本』南山堂書店 1928
- 『中等獨文選』編 廣文堂 1929
- 『新獨逸文法讀本』編 南山堂書店 1933
- 『基本どいつ文法讀本』編 白水社 1936
- 『新選独逸読本』編　白水社　1937
- 『新独逸語教程』編　白水社　1942
- 『独逸語基礎 白水社　1947

### 翻訳
- ヤーコプ・ワッサーマン『四十の男 他一篇』白水社　1940
- ホフマン『怖ろしき告白』蒼樹社　1948
- キェルケゴール『快楽と絶望 美的生活と倫理的生活』大地書房　1948
- ゲーテ『親和力』青磁社　1948
- ハインリッヒ・ハイネ『北海・随想』白水社 1949
- パウル・ハイゼ『死に捧げられた人・盲目の少女』郁文堂出版　1951
- アルトゥル・シュニッツラー『アナトール』新潮文庫 1953
- マンフレート・ハウスマン『ハーモニカを持ったアーベル』小川超共訳　世界少年少女文学全集 東京創元社 1958
- 『ザルテン動物文学全集 2　小りすペリー』白水社　1960
- グスターフ・シュヴァープ『ギリシア・ローマ神話』白水社　1966
- グスターフ・シャルク『ローマ建国物語 神話から歴史へ』長谷川洋共訳 白水社 1968